# مقاطعة هينديرسون (كنتاكي)
مقاطعة هينديرسون (بالإنجليزية: Henderson County)‏ هي إحدى المقاطعات في ولاية كنتاكي في الولايات المتحدة الأمريكية.

## أعلام
- أندرو جوستين
- لازاروس دبليو. باول